# حصن ابن ماه
حصن ابن ماه أو قصر ابن ماه: أو أطم الهجيم أحد قصور المدينة المنورة التاريخية، ومازال شيء منه باق. تنسب إليه بئر الهجيم.

## الموقع
أسفل من بئر الهجيم، في منطقة العصبة في قباء جنوب غرب المسجد النبوي الشريف.